# البطولة العربية للأندية الفائزة بالكؤوس 1995
البطولة العربية للأندية الفائزة بالكؤوس 1995 هي النسخة السادسة من البطولة العربية للأندية الفائزة بالكؤوس التي أقيمت في سوسة، تونس من 29 سبتمبر إلى 12 أكتوبر 1995. مثلت الفرق الدول العربية في أفريقيا وآسيا. فاز النادي الأفريقي التونسي بالبطولة للمرة الأولى في تاريخه، على حساب النجم الساحلي التونسي.